# Subaru Pleo
Le Subaru Pleo est un véhicule du constructeur automobile japonais Subaru vendu de 1998 à 2010. Une seconde génération, qui ne remplace pas directement la première, est sortie en 2010.

## Première génération (1998-2009)
La Subaru Pleo est une voiture uniquement vendue au Japon. Elle était fabriquée à Ōta au Gunma jusqu'en décembre 2009.

### Caractéristiques
La Pleo est une keijidosha au Japon (petites voitures aux dimensions et à la cylindrée limitées pour profiter de taxes allégées) et sa devancière était la Subaru Vivio.

### Moteurs
La Pleo a un moteur 4 cylindres en ligne de 658 cm3.
Liste des moteurs Subaru

### Échelle de prix
L'échelle de prix était (l'équivalent) de 5700 $ à 7700 $ (sans option).

## Deuxième génération (2010 - 2018)

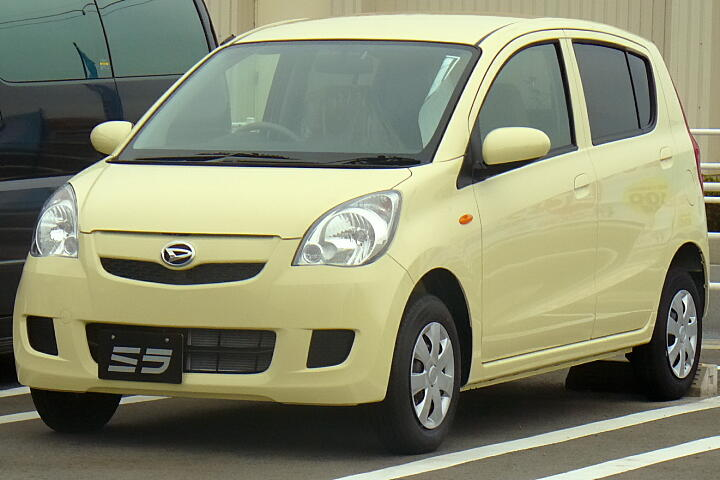
Daihatsu Mira VI

La Pleo revient en 2010 dans la gamme Subaru sous la forme d'une Daihatsu Mira sixième génération (connue en Europe sous le nom de Daihatsu Cuore) rebadgée. Elle dispose donc non plus d'un 4 cylindres Subaru mais d'un 3 cylindres Daihatsu. Elle existe en une version personnalisée baptisée Pleo Custom.
Elle ne remplace pas la première Pleo, mais le duo Subaru R1/R2.